# Wahlbezirk Schlesien 10
Der Wahlbezirk Schlesien 10 war ein Wahlkreis für die Wahlen zum Abgeordnetenhaus im österreichischen Kronland Schlesien. Der Wahlbezirk wurde 1907 mit der Einführung der Reichsratswahlordnung geschaffen und bestand bis zum Zusammenbruch der Habsburgermonarchie.

## Geschichte
Nachdem der Reichsrat im Herbst 1906 das allgemeine, gleiche, geheime und direkte Männerwahlrecht beschlossen hatte, wurde mit 26. Jänner 1907 die große Wahlrechtsreform durch Sanktionierung von Kaiser Franz Joseph I. gültig. Mit der neuen Reichsratswahlordnung schuf man insgesamt 416 Wahlbezirke, wobei mit Ausnahme Galiziens in jedem Wahlbezirk ein Abgeordneter im Zuge der Reichsratswahl gewählt wurde. Der Abgeordnete musste sich dabei im ersten Wahlgang oder in einer Stichwahl mit absoluter Mehrheit durchsetzen. Der Wahlkreis Schlesien 10 umfasste die Gerichtsbezirke Obdrau und Wigstadtl (ohne die Gemeinden Briesau, Dittersdorf, Jantsch, Markersdorf, Waldolbersdorf), sowie die Gemeinden Lippin (Gerichtsbezirk Troppau), Stiebnig, Wollmersdorf (Gerichtsbezirk Königsberg), Altstadt, Bielau, Brawin, Brosdorf, Großolbersdorf, Radnitz und Tyrn (Gerichtsbezirk Wagstadt) sowie Alexanderfeld, Altbielitz, Batzdorf, Bistrai, Kamitz, Lobnitz, Nikelsdorf und Ober Kurzwald (Gerichtsbezirk Bielitz).
Aus der Reichsratswahl 1907 ging der Deutsche Agrarier Richard Herzmansky als Sieger hervor. Bei der Reichsratswahl 1911 konnte Herzmansky sein Mandat erfolgreich verteidigen.

## Wahlergebnisse

### Reichsratswahl 1907
Die Reichsratswahl 1907 wurde am 14. Mai 1907 (erster Wahlgang) sowie am 23. Mai 1907 (Stichwahl) durchgeführt.

#### Erster Wahlgang
| Kandidat                                                                    | Partei                             | Wahlkreisstimmen | Prozent |
| --------------------------------------------------------------------------- | ---------------------------------- | ---------------- | ------- |
| Richard Herzmansky                                                          | Deutsche Agrarpartei               | 3299             | 47,3 %  |
| Dagobert Heidrich                                                           | Sozialdemokratische Arbeiterpartei | 2489             | 35,7 %  |
| Adolf Maier                                                                 | Christlichsoziale Partei           | 1136             | 16,3 %  |
|                                                                             | Sonstige Parteien                  | 45               | 0,7 %   |
| Wahlberechtigte: 7336, Ungültige/Leere Stimmen: 78, Wahlbeteiligung: 96,1 % |                                    |                  |         |

#### Stichwahl
| Kandidat                                                                     | Partei                             | Wahlkreisstimmen | Prozent |
| ---------------------------------------------------------------------------- | ---------------------------------- | ---------------- | ------- |
| Richard Herzmansky                                                           | Deutsche Agrarpartei               | 4150             | 60,9 %  |
| Dagobert Heidrich                                                            | Sozialdemokratische Arbeiterpartei | 2664             | 39,1 %  |
| Wahlberechtigte: 7336, Ungültige/Leere Stimmen: 104, Wahlbeteiligung: 94,3 % |                                    |                  |         |

### Reichsratswahl 1911
Die Reichsratswahl 1911 wurde am 13. Juni 1911 sowie am 20. Juni 1911 (Stichwahl) durchgeführt.
| Kandidat                                                                     | Partei                             | Wahlkreisstimmen | Prozent |
| ---------------------------------------------------------------------------- | ---------------------------------- | ---------------- | ------- |
| Richard Herzmansky                                                           | Deutsche Agrarpartei               | 3141             | 44,6 %  |
| Johann Trenka                                                                | Sozialdemokratische Arbeiterpartei | 2746             | 39,0 %  |
| Johann Mattes                                                                | Christlichsoziale Partei           | 1108             | 15,7 %  |
|                                                                              | Sonstige Parteien                  | 55               | 0,8 %   |
| Wahlberechtigte: 7612, Ungültige/Leere Stimmen: 161, Wahlbeteiligung: 94,7 % |                                    |                  |         |

#### Stichwahl
| Kandidat                                                               | Partei                             | Wahlkreisstimmen | Prozent |
| ---------------------------------------------------------------------- | ---------------------------------- | ---------------- | ------- |
| Richard Herzmansky                                                     | Deutsche Agrarpartei               | 3722             | 54,0 %  |
| Johann Trenka                                                          | Sozialdemokratische Arbeiterpartei | 3173             | 46,0 %  |
| Wahlberechtigte: 7612, Ungültige Stimmen: 219, Wahlbeteiligung: 93,5 % |                                    |                  |         |